# Galgon
Galgon – miejscowość i gmina we Francji, w regionie Nowa Akwitania, w departamencie Żyronda.
Według danych na rok 1990 gminę zamieszkiwały 2514 osoby, a gęstość zaludnienia wynosiła 166 osób/km² (wśród 2290 gmin Akwitanii Galgon plasuje się na 174. miejscu pod względem liczby ludności, natomiast pod względem powierzchni na miejscu 750.).